# Teatro Villoresi
Il Teatro Villoresi è un teatro situato nel centro storico di Monza, in Piazza Carrobiolo, all'interno di un edificio annesso al convento dei Padri Barnabiti.

## Storia
La costruzione del Teatro Villoresi si svolse tra il 1930 e il 1932, su iniziativa della Comunità dei Padri Barnabiti. L’edificio fu progettato per ospitare eventi culturali e rappresentazioni teatrali, rappresentando un punto di riferimento per l’attività culturale locale.
Durante la Seconda guerra mondiale, il teatro riportò danni che ne limitarono l’attività. Nel dopoguerra la struttura continuò a essere utilizzata, seppur con minore frequenza.
Tra il 1984 e il 1985 si svolsero lavori di ristrutturazione che preservarono l’originaria struttura e migliorarono le condizioni acustiche e tecniche della sala.
Successivamente, il teatro è stato gestito in convenzione con il Comune di Monza, svolgendo un ruolo rilevante nella programmazione culturale cittadina.

## Caratteristiche
La sala ha una capienza di circa 500 posti, con una configurazione all’italiana che comprende platea e galleria. Il palcoscenico è adatto a ospitare spettacoli teatrali, concerti ed eventi culturali di vario tipo.